# 民族團結政府 (利比亞)
民族團結政府（阿拉伯语：حكومة الوفاق الوطني，英语：Government of National Accord）是2016年在利比亚成立的過渡政府。在聯合國斡旋下，當時各自運作的兩個對立議會（托布魯克的国民代表大会和的黎波里的大国民议会）的代表於2015年12月17日簽署《利比亞政治協議》，同意共同組成民族團結政府，結束國家分裂。2016年1月19日，利比亞總統委員會公佈32人的政府成員名單，由法耶茲·薩拉傑出任總理，民族團結政府正式成立。
2016年1月25日，國民代表大會否決民族團結政府的內閣成員名單。
2016年3月30日，民族團結政府總理法耶茲·薩拉傑與另外6名政府成員從突尼斯返回首都的黎波里辦公，由於對立的「救國政府」封鎖的黎波里領空，薩拉傑等人選擇乘坐利比亞海軍軍艦返回。
2016年4月5日，「救國政府」宣佈解散。不過原「救國政府」總理哈利法·加維其後發表聲明，反對與民族團結政府合作。
2016年8月22日，東部的国民代表大会再度否決民族團結政府提出的另一份政府成員名單。2017年3月，親民族團結政府的部隊與支持東部政府国民代表大会的「利比亞國民軍」為爭奪錫德拉灣地區石油設施爆發衝突後，國民代表大會不再承認民族團結政府。
總部設於的黎波里的利比亞中央銀行和利比亞國家石油公司已表示支持民族團結政府。
2017年6月1日，民族團結政府部隊重新控制的黎波里国际机场。
2020年6月4日，民族团结政府宣布已控制整个的黎波里。
2021年3月15日，新的民族统一政府（Government of National Unity）在图卜鲁格宣誓就職。

## 成员列表
自2016年3月30日起，总统委员会成员为：
| 姓名                   | 职位             | 任期开始      | 任期结束     | 选民区                   |
| ---------------------- | ---------------- | ------------- | ------------ | ------------------------ |
| 法耶兹·萨拉杰          | 总统委员会主席   | 2016年3月30日 |              | 全国和解政府             |
| 穆萨·科尼              | 总统委员会副主席 | 2016年3月30日 | 2017年1月2日 | 利比亚南部               |
| 法蒂·艾尔·马巴里       | 总统委员会副主席 | 2016年3月30日 |              | 全国和解政府             |
| 阿卜杜勒萨拉姆·卡吉曼  | 总统委员会副主席 | 2016年3月30日 |              | 穆斯林兄弟会             |
| 艾哈迈德·马蒂格        | 总统委员会副主席 | 2016年3月30日 |              | 米苏拉塔及全国和解政府   |
| 阿里·法拉吉·卡塔尔拉尼 | 总统委员会副主席 | 2016年3月30日 | 2019年4月8日 | 利比亚东部 / 国民军      |
| 奥马尔·阿斯瓦德        | 部长             | 2016年3月30日 |              | 西山省齐达内及利比亚西部 |
| 艾哈迈德·哈姆扎·马赫迪 | 部长             | 2016年3月30日 |              |                          |
| 穆罕默德·阿马里        | 部长             | 2016年3月30日 |              | 利比亚国民议会           |

2021年2月5日，安理会在联合国监督下通过“利比亚政治对话论坛选择”进行了再次选举：
| 姓名                   | 职位                           | 任期开始     | 任期结束 | 选民区 |
| ---------------------- | ------------------------------ | ------------ | -------- | ------ |
| 穆罕默德·門菲          | 总统委员会主席                 | 2021年2月5日 | 现任     |        |
| 阿卜杜拉·拉菲          | 总统委员会的黎波里塔尼亚副主席 | 2021年2月5日 | 现任     |        |
| 穆萨·科尼              | 总统委员会费赞副主席           | 2021年2月5日 | 现任     |        |
| 阿卜杜勒·哈米德·德贝巴 | 利比亚总理                     | 2021年2月5日 | 现任     |        |